# Kiss cam

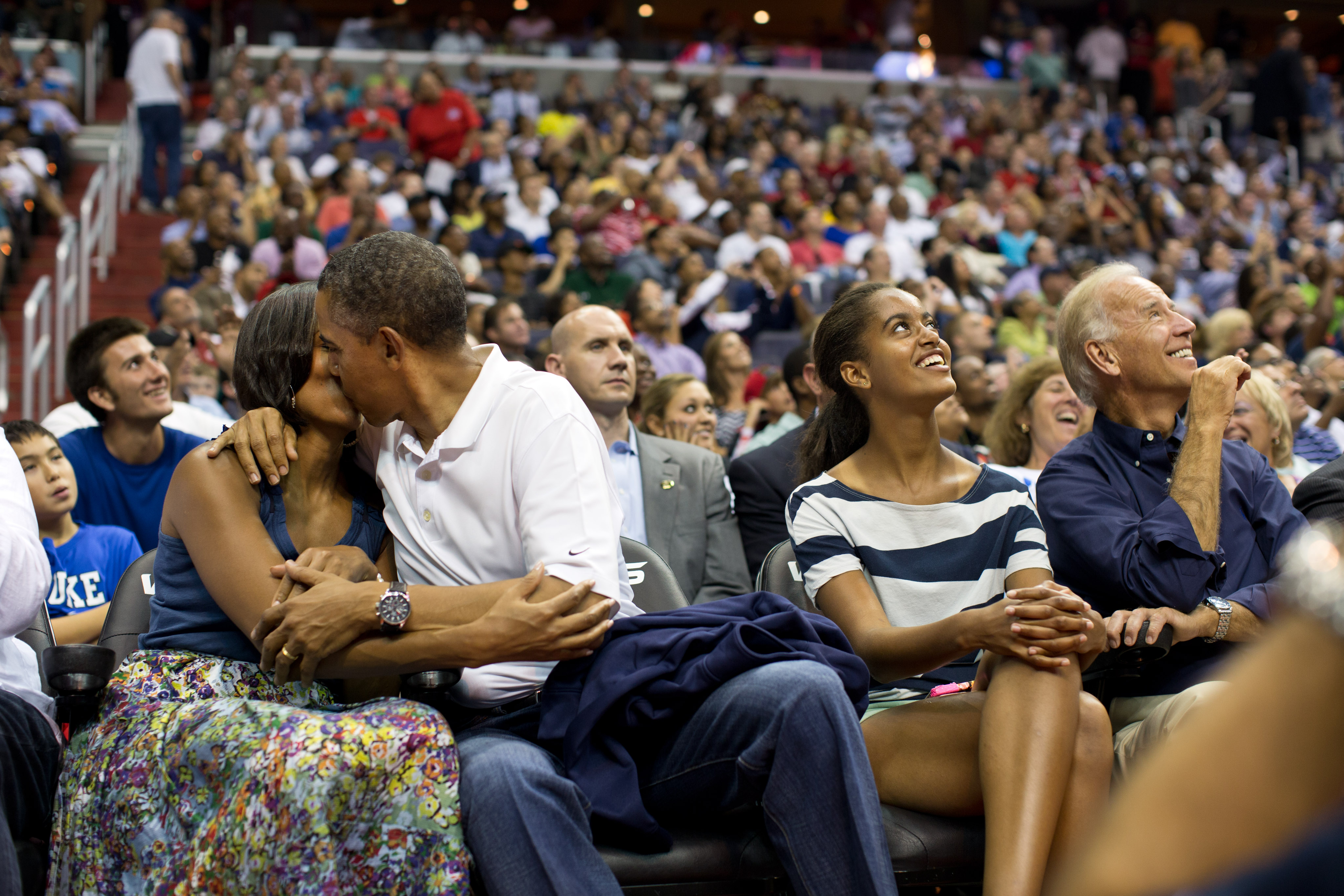
Barack và Michelle Obama hôn nhau trong một trận bóng rổ

Trò hôn trộm người lạ (Kiss cam) hay còn gọi là  là hành động hôn một người lạ mặt mà không cần phải xin phép rồi sau đó chờ xem phản ứng của người đó ra sao. Nhìn chung ban đầu đây là một trò đùa vui và sau đó trở thành một trào lưu của những người trẻ tuổi. 

## Tổng quan
Là trào lưu lấy cảm hứng từ clip First Kiss ra đời năm 2014 của đạo diễn Tatia Plleva, nhiều dân mạng nhận xét Kiss Cam đang dần đi chệch hướng so với ý nghĩa nhân văn ban đầu của nó. First Kiss được cả thế giới đón nhận khi quay lại cảm xúc chân thật của các cặp đôi không quen biết, gặp lần đầu và trao cho nhau những nụ hôn ngọt ngào. Ở phương Tây, việc hôn một ai đó giữa đường là chuyện rất bình thường. Do suy nghĩ thoáng hơn về cách thể hiện tình cảm nên Kiss Cam nhanh chóng nhận được sự ủng hộ của mọi người. Tuy nhiên, khi sang đến Việt Nam, trào lưu này bị coi là gây sốc, phản cảm, bất lịch sự, và trong một vài tình huống đặc biệt, Kiss Cam khá bất lịch sự, phản cảm, gây khó chịu cho người xung quanh.